# Академия за изящни изкуства в Неапол
Академията за изящни изкуства в Неапол (на италиански: Accademia di belle arti di Napoli) е държавен университет за артистично, музикално и танцово обучение в град Неапол, Италия.
Създадена е като Кралска рисувална академия ("Reale accademia di disegno"). Тя е сред най-старите европейски академии, превърната в еталон на неаполитанската живопис от ХІХ век.

## История
През 1752 г. Карлос III създава кралска академия по рисуване. Първото седалище на академията е манастирският комплекс на църквата „Сан Джовани Батиста деле Монаке“, основан и издигнат през 1597 г. с парите на благородника Франческо дел Балцо, след като дъщеря му дава обет като монахиня.

През 1864 г. Академията е прехвърлена първо в сградата на Кралския дворец на науките, в която от 17 март 1861 г. се помещава Национален археологически музей в Неапол, а след това в сградата на преобразувания по проект на Ерико Алвино, манастирски комплекс на улица „Санта Мария ди Константинополи“.
В началото на Втората световна война, сградата претърпява частично разрушение и Академията за изящни изкуства в Неапол затваря врати. През 1942 г. има нов прием на студенти, но в периода на Социални движения през 1968 г. Академията е затворена отново. През 80-те години на 20 век академията е реорганизирана с цел да се превърне в главен двигател на културния живот на града и на Южна Италия.

## Архитектура
Фасадата е украсена с бюстове на личности, свързани с академията. Главният голям вход е достъпен през широко стълбище, от двете страни на което има по един бронзов лъв, дело на Томазо Солари. С изключение на този вход сградата е изцяло изработена от жълт туф от Кампания.
Интериорът се състои от стаи, разпределени на 2 етажа, които са достъпни чрез монументално стълбище, построено от Джузепе Пизанти през 1880 г.
На първия етаж са разположени учебните зали, театърът и дирекцията на училището, а галерията е на горния етаж.

## Обучение
Академията за изящни изкуства в Неапол е включена в университетския сектор в областта на висшето художествено, музикално и танцово обучение и издава академични степени от първо ниво и магистърска степен, като всяка година приема около хиляда и петстотин студенти и е отворена и за чуждестранни студенти.
Драган Тъпков, български просветен деец и художник, роден в Прилеп, завършва Кралския институт за изящни изкуства на 3 август 1904 г.
В Академията се помещават библиотека, галерия със статуи и музейна галерия.

## Галерия
Създадена с образователна цел, Галерията на Академията за изящни изкуства включва произведения от XVI до ХХ век. Основно се характеризира с творби от ХІХ век и първата половина на ХХ век. Колекцията включва и 227 творби, дарени от Филипо Палици през 1898 г.